# Plantemos para el Planeta
La campaña mundial Plantemos para el Planeta, organizada por el Programa de las Naciones Unidas para el Medio Ambiente (PNUMA), tiene como fin luchar de forma concreta contra el cambio climático y sensibilizar a la sociedad sobre el medio ambiente, invitando a la gente a participar de forma activa en la plantación de árboles. Fue inspirada por la profesora Wangari Maathai, Premio Nobel de la Paz y fundadora del Movimiento Cinturón Verde de Kenia. 
La campaña comenzó en noviembre de 2006 con el objetivo establecido de plantar 1000 millones de árboles, por lo que se llegó a denominar como: "La campaña de los mil millones de árboles". En el marco de la campaña se plantaron más de 2.000 millones de árboles en el mundo en apenas 18 meses, superando el objetivo establecido de 1000 millones para el año.
El nuevo objetivo era de un árbol por habitante de la tierra, siendo así 7000 millones de árboles para finales de 2009, fecha de la conferencia mundial de la ONU que se celebrará en la ciudad de Copenhague sobre el cambio climático. En los últimos meses China ha plantado 6.100 millones de árboles, de los cuales 2600 millones se han destinado a la campaña, por lo que la cifra total de árboles plantados en el marco de la campaña ascendía a 7300 millones el 21 de septiembre de 2009, cifra que sigue creciendo.
El objetivo de plantar 47.000.000 árboles en España aún está por cumplir; aunque, a día de hoy, 24 de noviembre de 2009, se han plantado ya 45.638.872 según aparece en el sitio web de Plantemos para el Planeta.

La campaña está dirigida a particulares, comunidades, organizaciones, empresas, sociedad civil y gobiernos.

## Una campaña mundial
Plantemos para el Planeta se ha convertido en una expresión de compromiso tanto individual como institucional ante el cambio climático.
Gobiernos regionales y nacionales de todo el mundo organizaron las plantaciones en países como Etiopía con 700 millones de árboles plantados, Turquía 400 millones, México 250 millones, Perú 100 millones y Kenia 100 millones. 
En un solo día se plantaron 10.5 millones de árboles en Uttar Pradesh, India.
35 millones de jóvenes en Turquía se han movilizado para plantar árboles y medio millón de escolares en África subsahariana e Inglaterra se han unido a esta campaña.
En España se ha conseguido en 10 meses 25 millones de árboles plantados y más de 100 millones comprometidos. España es el país de Europa occidental que más apoya la campaña.
Con Plantemos para el Planeta colaboran el Movimiento Cinturón Verde, el Centro Mundial de Agroforestería, la Organización de las Naciones Unidas para la Agricultura y la Alimentación y la Fundación Alberto II, Príncipe Soberano de Mónaco. 
Con el apoyo mundial de:
- Wangari Maathai, premio Nobel de la Paz y fundadora del Movimiento del Cinturón Verde Kenia.
- Príncipe Alberto II de Mónaco.
- Perú ha venido trabajando desde el año 1996 en Arequipa, motivados por este programa de las Naciones Unidas,el Sr. Andrés BarAsher Escobedo y la Sra.Joana Lujan Fernández, formaron el Grupo Ecológico Plantemos para el planeta y hasta la fecha ,plantaron más de 5 mil árboles, y hoy están convirtiendo las torrenteras en bonitos bosques, existe un modelo en el distrito  de Cayma Enace, de cómo deberían verse estas zonas eriazas, como santuarios naturales, en donde gracias a los árboles plantados se han formado pequeños ecosistemas, porque la vida se abre paso gracias a los árboles.

## La campaña en España
Plantemos para el Planeta en España consiguió que se plantaran 25 millones de árboles en 10 meses y el compromiso de la plantación de más de 100 millones más. Estas cifras no incluyen los aproximadamente 11 millones prometidos por cada uno de los dos grandes partidos políticos, el Partido Socialista y el Partido Popular, bajo el lema "'Un voto. Un árbol'", ni los 45 millones aprobados hace poco por el Consejo de Ministros. España es el país de Europa Occidental que más apoya la campaña. Comparada con los países del G8, que representan el 61% de la economía mundial, España se encuentra en segundo lugar, justo detrás de Estados Unidos, que ha plantado un poco más de 26 millones de árboles.
El objetivo de plantar 47.000.000 árboles en España aún está por cumplir; aunque, a día de hoy, 24 de noviembre de 2009, se han plantado ya 45.638.872 según aparece en el sitio web de Plantemos para el Planeta.
- Presidenta de Honor de la campaña

- Letizia Ortiz, Princesa de Asturias

- Miembros de Honor

- Elena Espinosa Mangana, Ministra de Medio Ambiente y Medio Rural y Marino.
- Magdalena Álvarez Arza, Ministra de Fomento.
- Mercedes Cabrera Calvo-Sotelo, Ministra de Educación y Ciencias.
- Esperanza Aguirre, Presidenta de la Comunidad de Madrid
- Alberto Ruiz-Gallardón, Alcalde de Madrid.
- Gerardo Díaz Ferrán, Presidente de la Confederación Española de Organizaciones Empresariales.
- Julio Segura, Presidente de la Comisión Nacional del Mercado de Valores.

## Artistas y deportistas que apoyan la campaña en España
- Alejandro Sanz
- Lionel Messi
- Alberto Contador
- David Bustamante
- Fernando Alonso
- Miguel Torres
- Raquel del Rosario
- Jesús Vázquez